# Wapen van Beegden

Het wapen van Beegden

Het wapen van Beegden werd op 21 januari 1948 per Koninklijk Besluit aan de Nederlands Limburgse gemeente Beegden toegekend. De gemeente is op 1 januari 1991 opgegaan in de gemeente Heel, waarna ook het wapen van Beegden kwam te vervallen. Het wapen van Heel bevatte de hoorns uit de wapens van Beegden en Wessem.

## Blazoenering
De blazoenering van het wapen luidt als volgt:
Gedeeld; I doorsneden van hermelijn op sinopel; II in goud drie posthoorns van keel, geplaatst twee en een en voorzien van zilveren beslag; het schild gedekt met een gouden kroon van drie bladeren en twee paarlen.
Het wapen is opgedeeld in twee verticale delen. Het eerste deel is zelf ook gedeeld in twee horizontale delen. Het bovenste deel is van hermelijn en het onderste is geheel groen van kleur. Het tweede deel van het wapen is goud van kleur met daarop drie rode hoorns. De hoorns zijn voorzien van beslag van zilver. Op het schild staat een gravenkroon.

## Herkomst
Beegden is geen heerlijkheid geweest, maar heeft wel een eigen schepenbank gehad. Deze schepenbank had in 1275 voor het eerst zitting. Het wapen bestond toen uit een Sint Maarten, met bedelaar, en boven het hoofd van het paard het wapen van het graafschap Horn. Eind 16e eeuw ging het wapen van Horn over naar de andere kant van het schild. Dit zegel bleef tot de Franse Revolutie in gebruik.
Sierksma meldt dat de drie hoorns afkomstig zijn uit het wapen van het graafschap Horn. Het andere deel komt uit het wapen van de familie Van Merwijck. De familie Van Merwijck heeft ook Broekhuizen in het bezit gehad. Van Merwijck had geen heerlijke rechten over Beegden.

## Verwante wapens

Het wapen van Wessem
Het huidige laatste wapen van Sevenum
Het wapen van Broekhuizen
Het wapen van Swalmen
Wapen van Heel (1991-2007)
Het wapen van het graafschap Horn